# 3998 Tezuka
3998 Tezuka је астероид главног астероидног појаса са средњом удаљеношћу од Сунца која износи 2,279 астрономских јединица (АЈ).
Апсолутна магнитуда астероида је 12,9.